# Mountain Law (film 1914)
Mountain Law è un cortometraggio muto del 1914 diretto da Robert Z. Leonard.

## Produzione
Il film fu prodotto dalla Rex Motion Picture Company.

## Distribuzione
Distribuito dall'Universal Film Manufacturing Company, il film - un cortometraggio di una bobina - uscì nelle sale cinematografiche USA il 26 aprile 1914.